# Ihor Łoś
Ihor Wasylowycz Łoś (ukr. Игорь Васильевич Лось; ur. 23 lutego 1976) – ukraiński kulturysta. Mistrz Ukrainy w kulturystyce amatorskiej.

## Życiorys
W październiku 2012 podczas Mistrzostw Ukrainy w Kulturystyce federacji УФББ/WABBA wywalczył dwa medale: złoto w kategorii kulturystyki klasycznej oraz srebro w kategorii generalnej.
Mieszka w Kijowie. Ma brata-bliźniaka Wałentyna, także kulturystę. Żonaty z Juliją Łoś, ma córkę. Jest przyjacielem innych ukraińskich kulturystów, Serhija Jaciuka i Serhija Duchoty.